# Eyehategod
Eyehategod es una banda de sludge metal de New Orleans, Estados Unidos, formada en 1988. Se han convertido en una de las bandas más importantes que han aparecido de la escena del metal de New Orleans. A lo largo de los años, sus integrantes se han mantenido en general, con la excepción del bajista, un espacio en la que varios músicos han estado tocando.
Eyehategod han señalado a Melvins, The Obsessed, Black Flag, y Black Sabbath como principales influencias a su sonido. Riffs de guitarra pesados y desafinados con tintes de blues dominan el sonido de la banda. Con muros de sonido, altos niveles de retroalimentación y las voces torturadoras del vocalista, Mike Williams, crean un fuerte ambiente misántropo que los caracteriza. 

## Miembros

### Miembros actuales
- Mike Williams – voz (1988–presente)
- Jimmy Bower – guitarra (1988–presente)
- Brian Patton – guitarra (1993–presente)
- Gary Mader – bajo (2002–presente)
- Aaron Hill – batería (2013–presente)

### Miembros antiguos
- Joey LaCaze – batería, percusión (1988–2013)
- Steve Dale – bajo (1988–1992)
- Mark Schultz – guitarra (1988-1992)   bajo (1992–1995)
- Vince LeBlanc – bajo (1996–1999)
- Daniel Nick – bajo (2000–2002)

## Discografía

### Álbumes
- In the Name of Suffering (1992)
- Take as Needed for Pain (1993)
- Dopesick (1996)
- Confederacy of Ruined Lives (2000)
- Southern Discomfort (2000)
- 10 Years Of Abuse (And Still Broke) (2001)
- Preaching The "End-Time" Message (2005)
- Eyehategod (2015)
- A History of Nomadic Behavior (2021)
- Parrilla Brava (2025)

### Sencillos y EP
- The Lack of Almost Everything (1994)
- Ruptured Heart Theory (1994)
- Southern Discomfort (1995)
- Sabbath Jam (1997)
- The Age of Bootcamp (2003)
- I Am The Gestapo (2004)
- 99 Miles Of Bad Road (2004)